# Џорџ Гламак
Џорџ Гламак (енгл. George Glamack; Џонстаун, 7. јун 1919 — Рочестер, 10. март 1987) је био амерички кошаркаш српског порекла са надимком „Слепи Бомбардер“. Рођен је у америчком граду Џонстауну у Пенсилванији. Његови родитељи су били српски имигранти. Играо је на позицији центра. Био је МВП трећег Српског националног турнира у Америци који се игра од 1936.

## Универзитетска каријера
Гламак је похађао универзитет Северна Каролина, где је и добио свој надимак. Иако је имао слаб вид постизао је велики број кошева. У једној утакмици постигао је чак 45 кошева. Северну Каролину предводио је до титуле Јужне Конференције. Добитник је престижне награде Хелсм фонадције за најбољег колеџ играча за сезоне 1939/40. и 1940/41. То је била једина МВП награда у то време. У истим сезонама изабран је у први тим Америчке колеџ кошарке. Једна је од осам играча којима је овај универзитет повукао дрес.

## Национална кошаркашка лига (НБЛ)
У националној кошаркашкој лиги, претечи НБА-а, дебитовао је у сезони 1941-42. када је добио награду за дебитанта године, а такође је био уврштен у други тим првенства. Играо је за тим Акрон Гудјр Вингфутс, тим који је био први освајач НБЛ-а, где је бележио у просеку 10,7 поена по мечу. Након Другог светског рата, за време ког се прикључио америчкој авијацији, одиграо је још четири сезоне у НБЛ-у. Био је један од предводника Рочестер ројалса до титуле у сезони 1945/46. Постигао је 12,3 поена по мечу и уврштен је у први тим првенства. У својој трећој НЛБ сезони играо је за Индијанаполис, где је имао просек од 17 поена по мечу. У последњој НЛБ сезони 1948/49. наступао је за Хамунд цесарсе.
Девети је стрелац свих времена НБЛ-а са 2138 поена, 10.58 у просеку на 202 одигране утакмице. Изабран је у најбољи НЛБ тим (20 играча) свих времена.

## НБА
Гламак је одиграо једну сезону у НБА лиги, 1948/49. када је наступао за Индианаполис Џетсе. Одиграо је 11 утакмица са просеком 9,27 поена по мечу и 1,73 асистенције.